# Gunn Margit Andreassen
Gunn Margit Aas Andreassen (ur. 23 czerwca 1973 w Kristiansand) – norweska biathlonistka, dwukrotna medalistka igrzysk olimpijskich i wielokrotna medalistka mistrzostw świata.

## Kariera
Pierwszy sukces w karierze osiągnęła w 1992 roku, startując na mistrzostwach świata juniorów w Canmore. Wraz z koleżankami z reprezentacji zdobyła tam złoty medal w sztafecie. Podczas rozgrywanych rok później mistrzostw świata juniorów w Ruhpolding Norweżki z Andreassen w składzie powtórzyły ten wynik.
W Pucharze Świata zadebiutowała 17 grudnia 1992 roku w Pokljuce, zajmując 26. miejsce w biegu indywidualnym. Pierwsze punkty (w sezonach 1984/1985-1999/2000 punktowało 25. najlepszych zawodniczek) wywalczyła 4 marca 1993 roku w Lillehammer, kiedy zajęła 21. miejsce w tej samej konkurencji. Pierwszy raz na podium zawodów pucharowych stanęła 11 grudnia 1993 roku w Bad Gastein, kończąc rywalizację w sprincie na trzeciej pozycji. Wyprzedziły ją tylko Włoszka Nathalie Santer i inna Norweżka - Hildegunn Mikkelsplass. W kolejnych startach jeszcze cztery razy stawała na podium, nie odnosząc jednak zwycięstwa: 7 grudnia 1994 roku w Östersund była trzecia sprincie, 23 stycznia 2001 roku w Anterselvie była druga w biegu indywidualnym, cztery dni później w tej samej miejscowości była druga w biegu pościgowym, a 18 marca 2003 roku w Chanty-Mansyjsku zajęła trzecie miejsce w biegu indywidualnym. Najlepsze wyniki osiągnęła w sezonach 1996/1997 i 2001/2002, kiedy zajmowała dziesiąte miejsce w klasyfikacji generalnej.
Podczas mistrzostw świata w Anterselvie w 1995 roku razem z Elin Kristiansen, Annette Sikveland i Ann-Elen Skjelbreid zdobyła złoty medal w biegu drużynowym. Parę dni później Norweżki zdobyły też brązowy medal w sztafecie. Kolejne dwa medale zdobyła na rozgrywanych dwa lata później mistrzostwach świata w Osrblie. W biegu drużynowym razem z Liv Grete Skjelbreid, Annette Sikveland i Ann-Elen Skjelbreid ponownie zwyciężyła, a w sztafecie Norweżki w tym samym składzie były drugie.
Swój jedyny medal indywidualny zdobyła na mistrzostwach świata w Chanty-Mansyjsku w 2003 roku, gdzie była trzecia w biegu indywidualnym. Uplasowała się tam za Czeszką Kateřiną Holubcovą i reprezentującą Białoruś Ołeną Zubryłową. Ostatni medal w zawodach tego cyklu zdobyła na mistrzostwach świata w Oberhofie rok później, wspólnie z Lindą Tjørhom, Gro Marit Istad-Kristiansen i Liv Grete Poirée zwyciężając w sztafecie. Był to pierwszy w historii złoty medal dla Norwegii w tej konkurencji.
W 1994 roku wystartowała na igrzyskach olimpijskich w Lillehammer, zajmując 43. miejsce w biegu indywidualnym. Na rozgrywanych cztery lata później igrzyskach w Nagano wywalczyła brązowy medal w sztafecie (skład: Ann Elen Skjelbreid, Annette Sikveland, Gunn Margit Andreassen i Liv Grete Skjelbreid). W konkurencjach indywidualnych plasowała się poza czołową trzydziestką. Podczas igrzysk olimpijskich w Salt Lake City w 2002 roku, gdzie razem z Liv Grete Poirée, Ann-Elen Skjelbreid i Lindą Tjørhom zajęła drugie miejsce w sztafecie. Była też między innymi szesnasta w sprincie i biegu pościgowym. Brała również udział w igrzyskach w Turynie w 2006 roku, zajmując 60. miejsce w biegu indywidualnym i piąte w sztafecie. W ostatnim strzelaniu biegu indywidualnego trafiła wszystkie pięć strzałów, jednak żadnego z nich nie zaliczono, bowiem Norweżka strzelała do nie swojej tarczy. W efekcie spadła pod koniec klasyfikacji.
Po tym jak nie znalazła się w kadrze Norwegii na sezon 2008/2009 zakończyła karierę.
Pozostaje w nieformalnym związku z biathlonistą Frode Andresenem; z którym doczekała się trzech synów: Davida (ur. 2004), Nicolaia (ur. 2008) i Eliasa (ur. 2010). W styczniu 2018 roku najstarszy syn zmarł w wyniku ataku padaczki.

## Osiągnięcia

### Igrzyska olimpijskie
| Rok  | Miejscowość    | Konkurencje | Konkurencje | Konkurencje | Konkurencje | Konkurencje | Konkurencje | Konkurencje |
| Rok  | Miejscowość    | IN          | SP          | PU          | MS          | RL          | MR          | SR          |
| ---- | -------------- | ----------- | ----------- | ----------- | ----------- | ----------- | ----------- | ----------- |
| 1994 | Lillehammer    | 43.         | –           | nd.         | nd.         | –           | nd.         | –           |
| 1998 | Nagano         | 40.         | 56.         | nd.         | nd.         | 3.          | nd.         | –           |
| 2002 | Salt Lake City | 30.         | 16.         | 16.         | nd.         | 2.          | nd.         | –           |
| 2006 | Turyn          | 60.         | –           | –           | –           | 5.          | nd.         | –           |

### Mistrzostwa świata
| Rok  | Miejscowość         | Konkurencje | Konkurencje | Konkurencje | Konkurencje | Konkurencje | Konkurencje | Konkurencje |
| Rok  | Miejscowość         | IN          | SP          | PU          | MS          | RL          | MR          | SR          |
| ---- | ------------------- | ----------- | ----------- | ----------- | ----------- | ----------- | ----------- | ----------- |
| 1995 | Anterselva          | 15.         | –           | nd.         | nd.         | 3.          | nd.         | –           |
| 1996 | Ruhpolding          | –           | –           | nd.         | nd.         | –           | nd.         | –           |
| 1997 | Osrblie             | 18.         | 5.          | 7.          | nd.         | 2.          | nd.         | –           |
| 1998 | Pokljuka/Hochfilzen | nd.         | nd.         | 24.         | nd.         | nd.         | nd.         | –           |
| 1999 | Kontiolahti/Oslo    | 47.         | 26.         | 36.         | –           | 4.          | nd.         | –           |
| 2000 | Oslo/Lahti          | –           | 43.         | 44.         | 14.         | 5.          | nd.         | –           |
| 2001 | Pokljuka            | 49.         | 24.         | 14.         | 6.          | 4.          | nd.         | –           |
| 2002 | Oslo                | nd.         | nd.         | nd.         | 22.         | nd.         | nd.         | –           |
| 2003 | Chanty-Mansyjsk     | 3.          | 19.         | 11.         | 15.         | 8.          | nd.         | –           |
| 2004 | Oberhof             | 12.         | 11.         | 11.         | 17.         | 1.          | nd.         | –           |
| 2007 | Anterselva          | –           | 56.         | 42.         | –           | –           | –           | –           |

### Puchar Świata

#### Miejsca w klasyfikacji generalnej
| Sezon     | Miejsce |
| --------- | ------- |
| 1992/1993 | 70.     |
| 1993/1994 | 44.     |
| 1994/1995 | 42.     |
| 1995/1996 | 63.     |
| 1996/1997 | 10.     |
| 1997/1998 | 32.     |
| 1998/1999 | 25.     |
| 1999/2000 | 16.     |
| 2000/2001 | 23.     |
| 2001/2002 | 10.     |
| 2002/2003 | 14.     |
| 2003/2004 | 13.     |
| 2005/2006 | 49.     |
| 2006/2007 | 50.     |
| 2007/2008 | 55.     |

#### Miejsca na podium chronologicznie
| Lp. | Dzień       | Rok  | Miejscowość     | Konkurencja                | Lokata | Pudła   | Czas biegu | Strata  | Zwycięzca          |
| --- | ----------- | ---- | --------------- | -------------------------- | ------ | ------- | ---------- | ------- | ------------------ |
| 1.  | 11 grudnia  | 1993 | Bad Gastein     | Sprint na 7,5 km           | 3.     | 1+0     | 32:00,6    | +48,4   | Nathalie Santer    |
| 2.  | 7 grudnia   | 1994 | Östersund       | Sprint na 7,5 km           | 3.     | 0+0     | 23:13,3    | +47,1   | Olga Mielnik       |
| 3.  | 23 stycznia | 2001 | Anterselva      | Bieg indywidualny na 15 km | 2.     | 1+0+0+0 | 48:23,5    | +1:04,9 | Liv Grete Poirée   |
| 4.  | 27 stycznia | 2001 | Anterselva      | Bieg pościgowy na 10 km    | 2.     | 1+2+0+2 | 35:08,7    | +1:57,3 | Liv Grete Poirée   |
| 5.  | 18 marca    | 2003 | Chanty-Mansyjsk | Bieg indywidualny na 15 km | 3.     | 0+0+0+0 | 48:28,4    | +37,5   | Kateřina Holubcová |